# وينشستر (إلينوي)
وينشستر (بالإنجليزية: Winchester, Illinois)‏ هي مدينة تقع في الولايات المتحدة في إلينوي. يقدر عدد سكانها بـ 1,650 نسمة .

## التركيبة السكانية
حدّد مكتب تعداد الولايات المتحدة بيانات التركيبة السكانية لوينشستر في تعداد الولايات المتحدة. في ما يلي، التركيبة السكانية حسب تعدادي 2000 و2010.

### تعداد عام 2000
بلغ عدد سكان وينشستر 1,650 نسمة بحسب تعداد عام 2000، وبلغ عدد الأسر 727 أسرة وعدد العائلات 461 عائلة مقيمة في المدينة. في حين سجلت الكثافة السكانية 565.1 نسمة لكل كيلومتر مربع (1,463.6/ميل2). وبلغ عدد الوحدات السكنية 778 وحدة بمتوسط كثافة قدره 266.4 لكل كيلومتر مربع (690.0/ميل2).
وتوزع التركيب العرقي للمدينة بنسبة 99.88% من البيض و0.12% من الأمريكيين الأصليين و0.18% من الهسبانيون أو اللاتينيون من أي عرق.
بلغ عدد الأسر 727 أسرة كانت نسبة 32.5% منها لديها أطفال تحت سن الثامنة عشر تعيش معهم، وبلغت نسبة الأزواج القاطنين مع بعضهم البعض 49.4% من أصل المجموع الكلي للأسر، ونسبة 11.4% من الأسر كان لديها معيلات من الإناث دون وجود شريك،  بينما كانت نسبة 2.6% من الأسر لديها معيلون من الذكور دون وجود شريكة وكانت نسبة 36.6% من غير العائلات. تألفت نسبة 34.1% من أصل جميع الأسر من عدة أفراد يعيشون في نفس المنزل ونسبة 19.9% كانت تتألف من شخص يعيش بمفرده يبلغ من العمر 65 عاماً أو أكثر. وبلغ متوسط حجم الأسرة المعيشية 2.27، أما متوسط حجم العائلات فبلغ 2.92.
بلغ العمر الوسطي للسكان 40.5 عاماً. وكانت نسبة 25% من القاطنين تحت سن الثامنة عشر، وكانت نسبة 6.4% بين الثامنة عشر والرابعة والعشرين عاماً، ونسبة 25.5% كانت واقعةً في الفئة العمرية ما بين الخامسة والعشرين والرابعة والأربعين عاماً، ونسبة 21.8% كانت ما بين الخامسة والأربعين والرابعة والستين، ونسبة 21.3% كانت ضمن فئة الخامسة والستين عاماً فما فوق. يوجد لكل 100 أنثى 85.4 ذكر، ويوجد لكل 100 أنثى في الثامنة عشر من عمرها فما فوق 80.8 ذكر.
بلغ متوسط دخل الأسرة في المدينة 30,938 دولارًا، أما متوسط دخل العائلة فبلغ 40,592 دولارًا. وكان متوسط دخل الذكور 31,410 دولارًا مقابل 20,000 دولارًا للإناث. وسجل دخل الفرد الخاص بالمدينة 17,354 دولارًا. وكانت نسبة 6.8% من العائلات ونسبة 10.4% من السكان تحت خط الفقر، وكان من هؤلاء نسبة 12% تحت سن الثامنة عشر ونسبة 7.4% في الخامسة والستين من العمر وما فوق.

### تعداد عام 2010
بلغ عدد سكان وينشستر 1,593 نسمة بحسب تعداد عام 2010، وبلغ عدد الأسر 710 أسرة وعدد العائلات 430 عائلة مقيمة في المدينة. في حين سجلت الكثافة السكانية 545.5 نسمة لكل كيلومتر مربع (1,412.8/ميل2). وبلغ عدد الوحدات السكنية 760 وحدة بمتوسط كثافة قدره 260.3 لكل كيلومتر مربع (674.2/ميل2).
وتوزع التركيب العرقي للمدينة بنسبة 98.68% من البيض و0.13% من الأمريكيين الأفارقة و0.25% من الأمريكيين الأصليين و0.06% من الأمريكيين ذوي الأصول الآسيوية و0.88% من عرقين مختلطين أو أكثر و0.69% من الهسبانيون أو اللاتينيون من أي عرق.
بلغ عدد الأسر 710 أسرة كانت نسبة 29.4% منها لديها أطفال تحت سن الثامنة عشر تعيش معهم، وبلغت نسبة الأزواج القاطنين مع بعضهم البعض 45.8% من أصل المجموع الكلي للأسر، ونسبة 11.1% من الأسر كان لديها معيلات من الإناث دون وجود شريك،  بينما كانت نسبة 3.7% من الأسر لديها معيلون من الذكور دون وجود شريكة وكانت نسبة 39.4% من غير العائلات. تألفت نسبة 36.1% من أصل جميع الأسر من عدة أفراد يعيشون في نفس المنزل ونسبة 20% كانت تتألف من شخص يعيش بمفرده يبلغ من العمر 65 عاماً أو أكثر. وبلغ متوسط حجم الأسرة المعيشية 2.24، أما متوسط حجم العائلات فبلغ 2.90.
بلغ العمر الوسطي للسكان 42.8 عاماً. وكانت نسبة 24.1% من القاطنين تحت سن الثامنة عشر، وكانت نسبة 8% بين الثامنة عشر والرابعة والعشرين عاماً، ونسبة 20.8% كانت واقعةً في الفئة العمرية ما بين الخامسة والعشرين والرابعة والأربعين عاماً، ونسبة 25.7% كانت ما بين الخامسة والأربعين والرابعة والستين، ونسبة 21.4% كانت ضمن فئة الخامسة والستين عاماً فما فوق. وتوزع التركيب الجنسي للسكان بنسبة 45.9% ذكور و54.1% إناث.

## أعلام
- جرين فرديمان بلاك
- جورج أودونيل